# Giuseppe Botero
Giuseppe Botero (Novara, Província de Novara, Itália, 1815 – Norte da Itália, 30 de maio de 1885), foi escritor em vários gêneros literários, representante do movimento literário romântico e também educador italiano.

## Biografia
Botero viveu sua infância sob a guarda de sua mãe, pois seu pai, cirurgião de profissão, morreu quando Giuseppe era apenas um bebê. Ele também compartilhou seus primeiros anos de vida junto com seus dois irmãos e duas irmãs. Ainda muito jovem, foi admitido numa instituição de ensino sem poder ver sua família novamente, mas com a satisfação de ter tido sucesso em sua vida escolar.
Ele se dedicou a ser um educador durante grande parte de sua vida, atuando como diretor em escolas de ensino médio em várias cidades do norte da Itália. Ele completou seus estudos profissionais em Literatura na Universidade de Turim.
Em março de 1848, durante uma curta carreira militar, atravessou o rio Ticino com um fuzil no ombro, viajando do Piemonte italiano e em direção ao território austríaco, apoiando os insurgentes de Milão, sob a direção do rei Carlos Alberto de Saboya.
Um ano depois de terminar a carreira militar, ingressou no mundo do ensino. Destacou-se por demonstrar grande paixão pelo ensino, ensinando seus alunos com paciência e dedicação, sempre corrigindo para contribuir com a formação de bons cristãos e cidadãos.
Durante seus anos de atividade como educador, este piemontês combinou essa atividade com a produção de obras literárias em diferentes gêneros. No campo educacional, ficou conhecido por ser uma pessoa dedicada à formação de seus jovens alunos em valores e diferentes facetas acadêmicas. No campo literário, caracterizou-se por compor obras onde expressava seu caráter afetuoso e delicado, principalmente nas parábolas que compunha. Desse gênero, realizou escritos de cunho educativo, seguindo o exemplo de Lamennais e Lessing.

## Carreira literária
Entre as obras literárias de sua autoria, escreveu alguns histórias e romances. Ele também escreveu vários apólogos, discursos, parábolas e contos.
As parábolas são uma classe de escritos que foram usados em tempos anteriores à vida de Botero, para fornecer ensinamentos ao povo em geral, mas de forma muito limitada na Itália. Durante sua vida, muito poucos autores os usaram como um gênero literário de escrita.
Uma de suas obras foi o romance Ricciarda oi Nurra ei Cabras (Ricciarda ou o Nurra e os Cabras), que se refere ao tema frequente do amor entre jovens pertencentes a famílias que se odeiam, de que os romancistas sardos gostam muito.
Os eventos desta história ocorrem na ilha da Sardenha, especificamente entre o final do século XIV e o início do século XV. No entanto, devido à sua temática, o seu desenvolvimento poderia corresponder perfeitamente ao ambiente vivido na ilha durante todos os séculos da modernidade.
O propósito de Botero por meio dessa obra literária foi mostrar os graves danos que as paixões, mesmo as boas, podem causar ao ser humano, se não regerem suas ações pelo uso da razão, também com as bases oferecidas por uma boa educação.

### Principales obras literárias

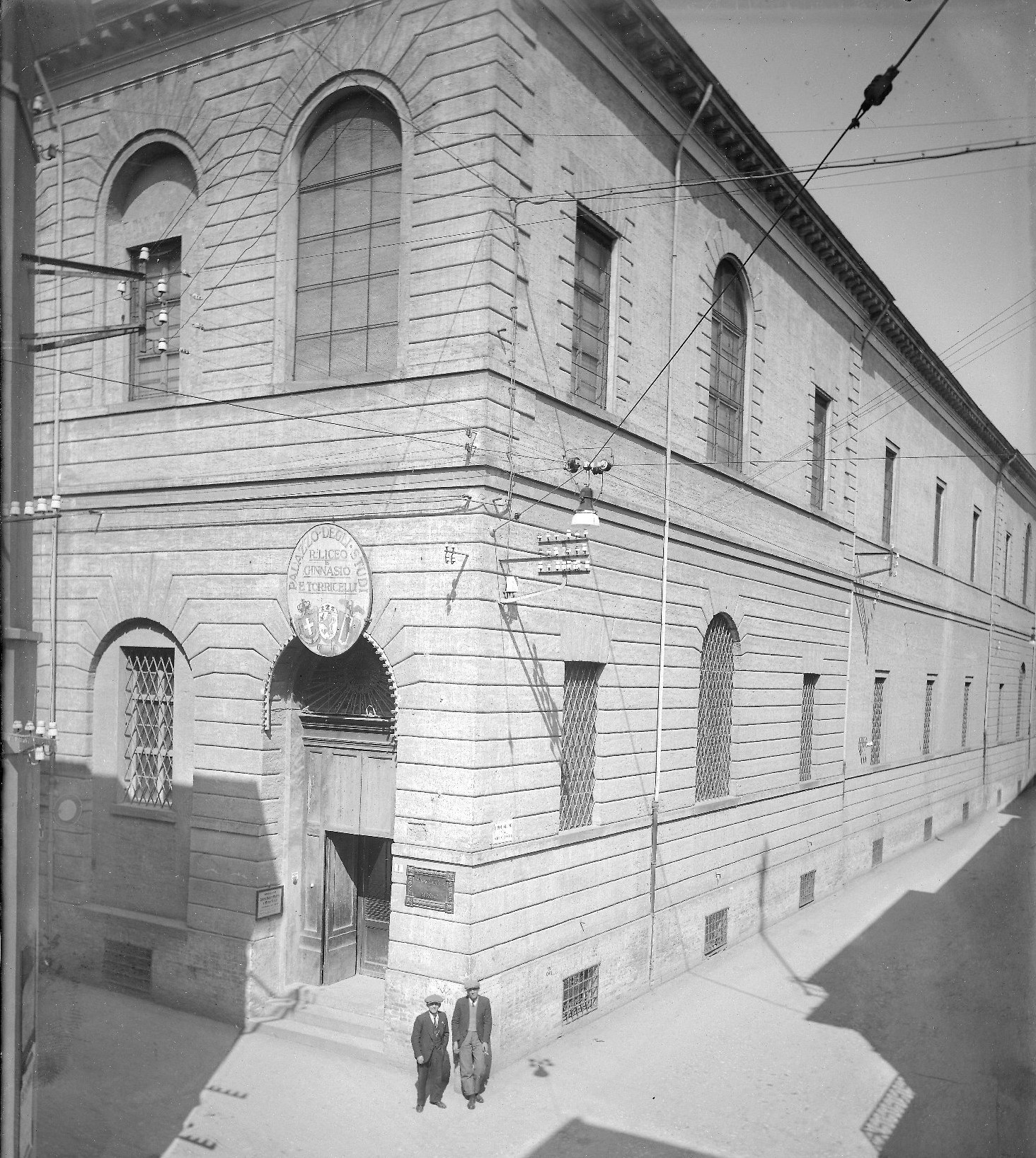
Liceo Torricelli em Faença, Itália - Ano 1930. Uma das instituições de ensino onde Giuseppe Botero foi presidente, entre 1869 e 1875.

| Ano  | Título | Gênero literário | Local de publicação |
| ---- | --- | ---------------- | ------------------- |
| 1843 | Discorso recitato quando la civica amministrazione di Arona inaugurava solennemente il monumento eretto alla memoria di Giuseppe Botelli (Discurso proferido por ocasião da solene posse pela administração cívica de Arona do monumento erguido em memória de Giuseppe Botelli)    | Discurso         | Novara, Itália      |
| 1844 | Elogio funebre del padre Luigi de' Marchesi Dal Pozzo (Elogio fúnebre do pai Luigi de 'Marchesi Dal Pozzo) | Discurso         | Novara, Itália      |
| 1845 | Per l'inaugurazione del piroscafo San Carlo (Para a inauguração do barco a vapor São Carlos) | Discurso         | Novara, Itália      |
| 1845 | Delle lodi dei Santi Martiri Gratiniano e Felino, patroni principali della citta di Arona: discorso del professore abate Giuseppe Botero (Dos louvores dos santos mártires Gratiniano e Felino, mecenas principais da cidade de Arona: discurso do professor abade Giuseppe Botero) | Discurso         | Novara, Itália      |
| 1846 | In morte di Giberto Pertossi (Na morte de Giberto Pertossi) | Discurso         | Novara, Itália      |
| 1847 | Monte Mesma (Monte Mesma) | Monografia       | Novara, Itália      |
| 1854 | Ricciarda o i Nurra e i Cabras (Ricciarda ou o Nurra e os Cabras) | Romance          | Cagliari, Itália    |
| 1855 | Virtù' e Patria (Virtude e País) | Parábola         | Moncalvo, Itália    |
| 1858 | Raffaele (Rafael) | Conto            | Cagliari, Itália    |
| 1859 | Il Galeotto di San Bartolomeo (O Condenado de São Bartolomeu) | Conto            | Turim, Itália       |
| 1861 | Nella di Cortemilia (Nella de Cortemilia) | Conto            | Turim, Itália       |
| 1862 | La Tradita (A Traída) | Romance          | Placência, Itália   |
| 1862 | Parabole ad uso delle madri e delle maestre (Parábolas para o uso de mães e professores) | Parábola         | Florença, Itália    |
| 1863 | Lo studente (O Estudante) | Discurso         | Placência, Itália   |
| 1865 | Didimo Frate (Irmão Gêmeo) | Conto            | Palermo, Itália     |
| 1869 | Eloisa Basili (Eloisa Basili) | Conto            | Placência, Itália   |
| 1869 | La mia Donna (Minha Mulher) | Parábola         | Faença, Itália      |
| 1870 | Speranza - Per le nozze della gentile damigella Maria Omboni e l'egregio signore Pietro Zappa alla cugina sposa (Esperança - Para o casamento da amável empregada Maria Omboni e o querido senhor Pietro Zappa, para sua prima esposa)                                              | Parábola         | Faença, Itália      |
| 1870 | Per le nozze dell'ingegnere architetto Pietro Rossini e la gentil donzella Anna Tomba agli sposi (Para o casamento do engenheiro arquiteto Pietro Rossini e a gentil donzela Anna Tomba, aos noivos)                                                                                | Parábola         | Faença, Itália      |
| 1872 | Viver bene e fare il bene (Viver bem e fazer o bem) | Parábola         | Faença, Itália      |
| 1873 | Amore e Natura (Amor e Natureza) | Parábola         | Faença, Itália      |

## Carreira como educador
No ano de 1849, foi-lhe atribuída a cátedra de literatura italiana, ensinando ao serviço do Colégio de Cortemilia.
Posteriormente, foi diretor de outras escolas secundárias, incluindo o Liceo de Lecce, o Liceo de Faença, o Liceo de Pistoia, o Liceo de Campobasso e o Liceo Torricelli, este último também localizado na cidade de Faença, na região de Emília-Romanha.
De 1850 a 1854, viveu na cidade de Cagliari, onde lecionou no Liceo Dettori. Lá ele escreveu algumas de suas obras literárias, sobre temas da Sardenha e de tipo histórico-descritivo, na linha de escrita do autor Walter Scott.

### Presidência do Liceu Torricelli
A partir de 20 de fevereiro de 1869, Giuseppe Botero assumiu o cargo de presidente do Liceo Torricelli, uma das escolas secundárias mais antigas e tradicionais da Itália, localizada na cidade de Faença, na província de Ravena. Recebeu a posição de Valentino Cigliutt.
A partir de 1865 e depois durante grande parte do período de Botero como presidente do instituto até 1874, foi realizado um dos eventos mais importantes da história da escola: o Festival Literário Anual, por meio do qual a cada ano homenageava um escritor italiano de passado, com a participação ativa dos alunos do estabelecimento de ensino através de diferentes disciplinas e expressões culturais.
Outro acontecimento importante para o liceu durante a presidência de Botero foi o retorno da instituição em 1873 à sua antiga sede no convento dos jesuítas, na mesma cidade de Faença. As instalações do convento foram devidamente remodeladas e preparadas para acolher o corpo docente e os seus alunos.
Giuseppe Botero assumiu como presidente do liceu (mais tarde nomeado Torricelli-Ballardini) até 1875, antes de ser substituído por Francesco Brizio.
Em 30 de maio de 1885, Botero morreu em território italiano, 10 anos depois de terminar seu trabalho como professor no Liceo Torricelli e depois de uma carreira de 30 anos como escritor e 26 anos como educador licenciado.